# Història d'Unamon
La Història d'Unamon (anomenat en algunes llengües Wenamun) també coneguda amb el nom de les Aventures d'Unamon, o simplement Unamon, és un text egipci escrit en hieràtic tardà datable al segle X aC, explicant una història ocorreguda cent anys abans, al segle XI aC. Es coneix aquest document per una còpia, incompleta, trobada el 1890 a Al-Hiba, Egipte. Comprat al Caire per l'egiptòleg rus Vladímir Golenísxev. El papir va ser dipositat més tard a la col·lecció del Museu Puixkin, a Moscou, amb el títol de Papir Puixkin 120. Korostovtsev en publicà al 1960 el text hieràtic, i el text jeroglífic va ser publicat per primera vegada el 1932 per Alan Gardiner.
Nom jeroglífic:
| E34 · N35 | Z7 | M17 | mn · N35 | A1 |

Wn Jmn (Wen Amun)

## Text
El text situa la història a “l'any 5,” probablement el cinquè any de «renaixement» del faraó Ramsès XI, el desè i últim rei de la dinastia XX -període que correspon a l'any 19 del seu regnat. Egberts (1991) suggerí la hipòtesi que es tractava del cinquè any de regnat d'Esmendes I, el primer rei de la dinastia XXI. Aquesta teoria suposa que el summe sacerdot Herihor va succeir a Piankhi (però amb l'ordre normalment invertit), i no va trobar gran entusiasme entre els egiptòlegs.
La història comença amb la presentació del personatge principal, Unamon, sacerdot d'Ammon a Karnak. El gran sacerdot Herihor li demana viatjar a Biblos, ciutat fenícia, per trobar fusta (probablement de cedre) per construir un nou vaixell sagrat per tal de transportar en processó Ammó. Després d'haver visitat Esmendes I, a Tanis, Unamon s'atura al port de Dor, governat pel príncep Tyeker Beder.
Durant aquesta curta pausa l'or i plata que Unamon duia per pagar el cedre són robats per un membre de la seva tripulació. Unamon s'espavila per 'prendre' al seu torn or i plata de la gent local, però en aquest punt el papir és incomplet i no podem saber del cert com ho ha fet. Quan arriba a Biblos, Unamon es veu sorprès amb la mala rebuda que li ofereix el rei Zakar-Baal. Després d'haver aconseguit audiència amb el rei, aquest es nega a fer el lliurament de la fusta demanada. Ans al contrari, demana al sacerdot que pagui per obtenir notícies -una pràctica contrària a la tradició però que denota que els temps estan canviant. De fet, Zakar-Baal pronuncia al text dues frases que són reveladores del nou ordre mundial: “No estic al teu servei! Ni estic al servei de qui t'ha enviat, el teu senyor!"
Unamon llavors ha de demanar a Esmendes més or i altres riqueses exigides per Zakar-Baal, un gest humiliant. Després d'un període d'espera aproximat d'un any a Biblos, Unamon rep aquest tresor d'Egipte (hi consten al llistat: or, plata, lli, pells de vedell adobades, corda, llenties i peix sec) i es fa donar un vaixell per dur el cedre a casa. Mentrestant, però, arriben vaixells de Dor que l'estant encalçant per robatori, i fuig cap a Alashiya (Xipre), on una multitud enfurismada i xenòfoba vol matar-lo, abans de rebre la protecció de la reina Hatbi que li suggereix "per què no et quedes una nit?” El text que ens ha arribat s'atura aquí, tot i que segurament seria més llarg i contaria la tornada a Egipte d'Unamon, on podria explicar les seves aventures per ser transcrites.

## Anàlisi

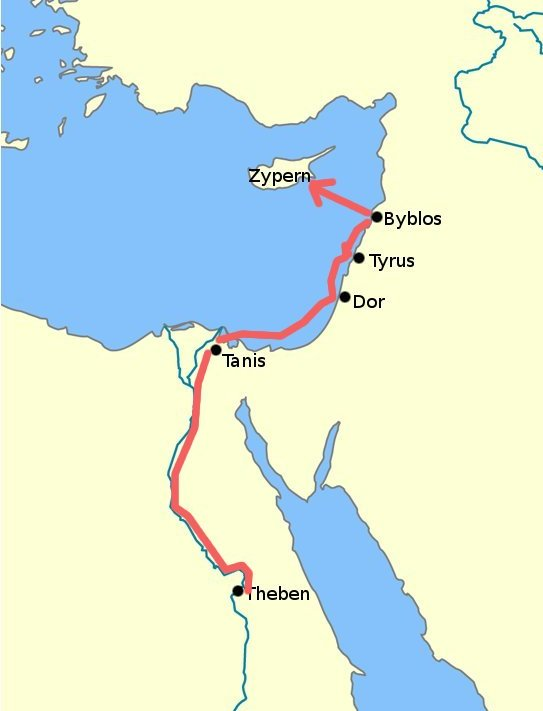
La ruta d'Unamon-Wenamun (noms de lloc en la seva versió alemanya)

Durant molt de temps es va pensar que la Història d'Unamon descrivia una realitat històrica, probablement escrita per ell mateix, en què narrava les seves aventures. No obstant això, després de 1980, l'anàlisi del text i altres dades van mostrar que es tractava d'una ficció. Aquesta opinió és compartida per la majoria dels egiptòlegs que van estudiar aquest document.
L'anàlisi literària, realitzada per Egberts estudia l'estil, la ironia, la retòrica dels diàlegs, les imatges, la reflexió política, teològica i cultural. Algunes característiques gramaticals particulars deixen traslluir també la naturalesa literària del text. Els estudis paleogràfics daten el document cap a la dinastia XXII, i la presència d'alguns anacronismes semblen certificar el seu origen tardà. No obstant això, el text sembla contenir elements històrics de gran interès per als historiadors dedicats a l'estudi de l'Imperi Nou d'Egipte i el Tercer període intermedi.